# Michel Vaarten
Michel Vaarten (n. 17 ianuarie 1957, Turnhout, Flandra, Belgia) este un sportiv ce a reprezentat Belgia, medaliat olimpic. A participat la o ediție a Jocurilor Olimpice (1976) în care a câștigat o medalie de argint.

## Participări
Lista de mai jos prezintă principalele competiții la care a participat Michel Vaarten de-a lungul carierei.
- cycling at the 1976 Summer Olympics – men's 1000m time trial[*]